# Maria Teresa de Lara Carbó
Maria Teresa de Lara Carbó (Girona, 13 de desembre de 1942) és una política espanyola, diputada per Madrid al Congrés, durant la VI, VII, VIII, IX, X, XI i XII legislatures.

## Biografia
Llicenciada en Química, té estudis en Estadística Superior en la branca d'Investigació Operativa i és diplomada en Economia. Militant del Partit Popular, entre 1987 i 1995 va ser diputada a l'Assemblea de Madrid durant la II, III i IV legislatures, en què va ser portaveu de Medi Ambient, i durant la V legislatura, entre 1995 i 1996, va ser senadora.
Al març de 1996 va ser elegida diputada per la circumscripció de Madrid al Congrés dels Diputats, i reelegida en cadascuna de les eleccions des de llavors. Com a Degana de l'Assemblea, presideix l'antiga Oficina del Congrés i va ser responsable de dirigir les sessions constitutives de les XI i XII legislatures.
Ha estat portaveu de la Comissió de Medi Ambient en la VIII legislatura, portaveu de la Comissió de Canvi Climàtic en la IX legislatura, portaveu de Medi Ambient del Grup Parlamentari Popular en la X legislatura, portaveu de la Comissió d'Agricultura, Alimentació i Medi Ambient i presidenta de la Comissió de Medi Ambient i Canvi Climàtic del PP. A més ha estat membre de la Junta Directiva Nacional del Partit Popular.